# Campeón de Campeones 1950-51
El Campeón de Campeones 1950-51 fue la X edición del Campeón de Campeones que enfrentó al campeón de la Liga 1950-51: Atlas y al campeón de la Copa México 1950-51: Atlante.
El título se jugó a partido único realizado en el Estadio de la Ciudad de los Deportes de la Ciudad de México. Al final de éste, el Atlas consiguió adjudicarse por tercera vez en su historia este trofeo.

## Participantes
| Atlas   |  |  |  | Campeón de la Primera División de México (1950-51) |
| Atlante |  |  |  | Campeón de la Copa México (1950-51)                |

## El partido
| 3 de junio de 1951 | Atlas        | 1:0 (1:0) | Atlante | Estadio de la Ciudad de los Deportes, Ciudad de México |                     |
|                    | Manzotti 30' |           |         | Árbitro(s): Salceda                                    | Árbitro(s): Salceda |

| Campeón de Campeones 1950-51 |
| ---------------------------- |
|                              |
| Atlas                        |
| 3° Título                    |